# Gradska općina Barajevo
Barajevo je beogradska općina. Zauzima površinu od 21.312 ha, na kojoj živi skoro 25.000 stanovnika.
Mnogobrojni izvori na podrucju današnje općine bili su preduslov naseljavanja na ovom području. Po predanju u davna vremena bi rečeno: "bara je ovo". Tako je nastalo i do danas ostalo ime Barajevo. Naselje se spominje u doba turske uprave pod imenom Baraj, a u vrijeme austrijske okupacije pod današnjim imenom. Općina Barajevo je pristupila zajednici beogradskih općina 1955.
Dan općine je 10. listopada, dan oslobođenja Barajeva.